# Anemúrion
Anemúrion o Anemúrium (en grec antic Ἀνεμούριον) era una antiga ciutat de Cilícia. Correspon a la moderna Anamur que es troba a uns 6 km al nord-est de l'emplaçament antic.
Estava situada prop d'un promontori (Anemurium promontorium, 'cap del Vent') que marca el punt més meridional de l'Àsia Menor, enfront de Xipre. Estrabó només menciona el promontori i no la ciutat, però en parlen Plini el Vell, Claudi Ptolemeu i Escílax de Carianda.
Anemúrion ja existia en període hel·lenístic. Les primeres restes daten del segle viii aC quan estava sota la influència o dependència dels reis de Cilícia, i el segle iv aC es menciona per primera vegada com un port important, segons el Periple de Pseudo-Escílax. La ciutat va passar a Roma al segle i aC. L'any 52 Anemúrion va ser assetjada per la tribu local dels clites, dirigida per Troxobor, però Antíoc IV de Commagena va trencar el setge, i després de matar Troxobor i alguns altres caps, va perdonar a la resta. La ciutat romana va tenir molta importància fins que la van conquerir els sassànides l'any 260, i la ciutat va decaure, però va seguir com a seu comercial almenys fins al segle vii, quan els atacs dels àrabs, que ja havien ocupat Xipre van fer la costa insegura.
L'oficial britànic Francis Beaufort va donar a conèixer les ruïnes el 1812. Les restes indiquen que va ser una ciutat important. Va descriure que la ciutat s'abastia per dos aqüeductes excavats a la roca que salvaven els barrancs amb arcades de pedra. Dins de les muralles de la ciutat hi havia dos teatres, un odèon, tombes, banys i una basílica, a part de moltes estructures menors. No va determinar de quina època eren les restes, però diu que els teatres i l'aqüeducte eren construccions romanes.